# Thomas Olsson (Fußballspieler)
Thomas Olsson (* 15. Februar 1976 in Åtvidaberg) ist ein ehemaliger schwedischer Fußballspieler. Der Mittelfeldspieler gewann mit Malmö FF und IFK Göteborg jeweils einmal den Lennart-Johansson-Pokal für den schwedischen Meistertitel.

## Werdegang
Olsson spielte in seiner Jugend bei Åtvidabergs FF, wo er auch in der Herrenmannschaft debütierte. 1998 wechselte er zu IFK Norrköping in die Allsvenskan. Nachdem am Ende der Spielzeit 2002 der Abstieg in die Superettan feststand, verließ er den Klub und wechselte zu Malmö FF. In seiner zweiten Spielzeit konnte er sich einen Stammplatz erkämpfen und am Saisonende seinen ersten Meistertitel feiern. Als er in der folgenden Spielzeit seinen Platz in der Stammformation verloren hatte, wechselte er zur Spielzeit 2006 zu IFK Göteborg. 
In seiner ersten Spielzeit für seinen neuen Klub kam Olsson lediglich zu 14 Spieleinsätzen, in der Spielzeit 2007 trug er mit zwei Saisontoren in 19 Erstligaauftritten zum Gewinn der Meisterschaft bei. Zwar wurde er auch in den folgenden Spielzeiten nicht in mehr als zwei Dritteln der Saisonspiele eingesetzt, dennoch verlängerte der Verein Ende 2009 den Vertrag um zwei Jahre. In der anschließenden Spielzeit kam er zwar auf 24 Saisonspiele, stand dabei aber nur in 16 Partien in der Startformation. In der ersten Hälfte der Spielzeit 2011 kam er unter Trainer Jonas Olsson nur noch zu einem Kurzeinsatz, daraufhin wurde er für die zweite Jahreshälfte an seinen Jugendklub Åtvidabergs FF verliehen. Bis zum Saisonende stand er acht Mal in der Startformation, als Zweitligameister kehrte Åtvidabergs in die erste Liga zurück. Anschließend beendete er seine Profikarriere und blieb IFK Göteborg als Nachwuchstrainer erhalten. Im März des folgenden Jahres kündigte er an, seine Spielerkarriere parallel im unterklassigen Amateurbereich fortzusetzen und wechselte zum seinerzeitigen Siebtligisten Särö IK.